# Journal of Botany, British and Foreign
Journal of Botany, British and Foreign, (abrevido J. Bot.). foi uma revista mensal que foi editada por Berthold Carl Seemann entre os anos de 1863 e 1871.